# Werner Urbanus
Werner Urbanus (* 31. Oktober 1899 in Niederzerf; † 19. November 1982) war ein deutscher Richter, Oberregierungsrat und Landrat im Landkreis Ahrweiler.

## Leben
Nach Ende seiner schulischen Ausbildung und der erlangten Reifeprüfung absolvierte er von 1922 bis 1926 ein Studium der Rechts- und Staatswissenschaften an der Universität Bonn. Seit 1922 war er Mitglied der katholischen Studentenverbindung KDStV Alania Bonn. Im Jahr 1929 legte er die Zweite Staatsprüfung ab und wurde im Anschluss Richter am Landgericht Trier, Regierungsassessor am Polizeipräsidium Dortmund und von 1930/36 war er Dezernent beim Verbandspräsidium des Siedlungsverbandes des Ruhrkohlenbezirks in Essen. Seine Ernennung zum Regierungsrat und Beamten auf Lebenszeit hatte er am 1. August 1935 erhalten. Von 1939 bis zum Ende des Zweiten Weltkriegs war er Oberregierungsrat und Kommunalreferent bei Obersten Reichsbehörden und danach war er Referent beim Deutschen Städtetag (DST) in Köln. Von 1951 bis 1965 war er Landrat des Landkreises Ahrweiler, seit 1960 Vorstandsmitglied und ab 1962 Vorsitzender des Landkreistages Rheinland-Pfalz. 1963 wurde er noch Vizepräsident des deutschen Landkreistages, seinen Lebensabend verbrachte er in Oberwinter.

## Ergänzendes
In die Amtszeit von Werner Urbanus fielen der Wiederaufbau und Neubau von 26 Volksschulen sowie die Förderung der Erwachsenenbildung über Volksbildungswerke. In der Infrastruktur wurden  über 100 km Kreisstraßen ausgebaut oder instand gesetzt, in den Gemeinden wurde die Wasserversorgung ergänzt oder in Teilen neu geschaffen und der Bau zahlreicher Wohnungen im Rahmen des sozialen Wohnungsbaus (über 2500) vorangetrieben. Ebenso bemühte er sich um die Förderung des Weinbaus, des Wirtschaftswegebaus und des Fremdenverkehrs im Landkreis Ahrweiler.

## Publikationen
- Für das Protektorat Böhmen und Mähren. Mit Gesetzestext, sowie Anmerkungen und den Durchführungsvorschriften für das Protektorat Böhmen und Mähren: nebst Staatsverteidigungsgesetz, Enteignungsgesetz und Sachverzeichnis, mit Hellmuth Jäger, Ernst Pabst, Berlin, Vahlen, 1943 OCLC 257597146
- Die Gemeindevergnügungsabgabe in Böhmen und Mähren: Übersichtliche Zusammenstellung und systematische Erläuterung der geltenden Vorschriften …, Prag: Verlagsanstalt der Böhmischen Landeszentrale der Gemeinden, Städte und Bezirke, 1944 OCLC 85416560
- Schönes Land zwischen Rhein und Nürburgring, Ahrweiler: Lingen & Warlich, 1957 OCLC 263441600